# Aldo Paredes
Aldo Gustavo Paredes (17 de febrero de 1972, Formosa, Provincia de Formosa, Argentina) es un exfutbolista y actual entrenador argentino. Jugaba como defensor lateral derecho o izquierdo. Actualmente dirige a club sol de América de Formosa.

## Biografía
Surgido de las inferiores de Boca Juniors. Debutó en 1994. En 1995 pasó a Ferro Carril Oeste donde estuvo hasta 1997. En ese mismo año pasó a San Lorenzo de Almagro, club con el cual tuvo el mayor rendimiento futbolístico de su carrera consiguiendo 3 títulos con el ciclón: Clausura 2001, Copa Mercosur 2001 y Copa Sudamericana 2002. 
Después de su estadía en el club de Boedo de 8 años, en el 2005 pasó a Quilmes Atlético Club equipo con el cual jugó solo una temporada. 
En el 2006 pasó al Club Almagro y en 2008 pasó a Independiente Rivadavia de Mendoza, club con el que terminó su carrera.
Trabajó en las juveniles del Club Social y Deportivo San Martín de la localidad de la Villa de Merlo, San Luis, club que juega en la Liga Futbolística y Deportiva Valle del Conlara.

### Estudiantes de San Luis
En el año 2018 llegó al club puntano para asumir como Coordinador deportivo de las inferiores, cargo que sostuvo hasta septiembre del año 2020 para luego asumir la dupla técnica del primer equipo junto a Sergio De La Fuente, tras la vacante que dejó Héctor Arzubialde a raíz de la pandemia por el COVID-19.

## Clubes
| Club                               | País      | Año       |
| ---------------------------------- | --------- | --------- |
| Boca Juniors                       | Argentina | 1994-1995 |
| Ferrocarril Oeste                  | Argentina | 1995-1997 |
| San Lorenzo de Almagro             | Argentina | 1997-2005 |
| Quilmes Atlético Club              | Argentina | 2005-2006 |
| Club Almagro                       | Argentina | 2006-2008 |
| Independiente Rivadavia de Mendoza | Argentina | 2008-2009 |

### Como entrenador
Actualizado el 18 de octubre de 2020.
| Club                        | País      | Año           |
| --------------------------- | --------- | ------------- |
| Estudiantes de San Luis (*) | Argentina | 2020-presente |

- (*) Dupla técnica con Sergio De La Fuente.

## Estadísticas
Datos actualizados al fin de la carrera deportiva.
| Boca Juniors Argentina |               |               |     |    |    |     |     |   |
| 1.ª | C-1994        | 1             | 0   | -  | -  | 1   | 0   |   |
| 1.ª | A-1994        | 3             | 0   | -  | -  | 3   | 0   |   |
| 1.ª | C-1995        | 2             | 0   | -  | -  | 2   | 0   |   |
| Total club | Total club    | 6             | 0   | 0  | 0  | 6   | 0   |   |
| Ferro Carril Oeste Argentina |               |               |     |    |    |     |     |   |
| 1.ª | A-1995        | 15            | 0   | -  | -  | 15  | 0   |   |
| 1.ª | C-1996        | 14            | 0   | -  | -  | 14  | 0   |   |
| 1.ª | A-1996        | 19            | 0   | -  | -  | 19  | 0   |   |
| 1.ª | C-1997        | 18            | 1   | -  | -  | 18  | 1   |   |
| Total club | Total club    | 66            | 1   | 0  | 0  | 66  | 1   |   |
| San Lorenzo de Almagro Argentina |               |               |     |    |    |     |     |   |
| 1.ª | A-1997        | 6             | 0   | -  | -  | 6   | 0   |   |
| 1.ª | C-1998        | 8             | 0   | -  | -  | 8   | 0   |   |
| 1.ª | A-1998        | 13            | 0   | 9  | 0  | 22  | 0   |   |
| 1.ª | C-1999        | 13            | 0   | -  | -  | 13  | 0   |   |
| 1.ª | A-1999        | 6             | 0   | 5  | 0  | 11  | 0   |   |
| 1.ª | C-2000        | 17            | 0   | 4  | 0  | 21  | 0   |   |
| 1.ª | A-2000        | 14            | 0   | 2  | 0  | 16  | 0   |   |
| 1.ª | C-2001        | 17            | 0   | 4  | 0  | 21  | 0   |   |
| 1.ª | A-2001        | 10            | 0   | 11 | 0  | 21  | 0   |   |
| 1.ª | C-2002        | 16            | 0   | 4  | 0  | 20  | 0   |   |
| 1.ª | A-2002        | 16            | 0   | 7  | 1  | 23  | 1   |   |
| 1.ª | C-2003        | 16            | 1   | 1  | 0  | 17  | 1   |   |
| 1.ª | A-2003        | 18            | 1   | 3  | 0  | 21  | 1   |   |
| 1.ª | C-2004        | 12            | 0   | -  | -  | 12  | 0   |   |
| 1.ª | A-2004        | 15            | 1   | 3  | 0  | 18  | 1   |   |
| 1.ª | C-2005        | 11            | 0   | 5  | 0  | 16  | 0   |   |
| Total club | Total club    | 208           | 3   | 58 | 1  | 266 | 4   |   |
| Quilmes Argentina |               |               |     |    |    |     |     |   |
| 1.ª | A-2005        | 16            | 0   | -  | -  | 16  | 0   |   |
| 1.ª | C-2006        | 7             | 0   | -  | -  | 7   | 0   |   |
| Total club | Total club    | 23            | 0   | 0  | 0  | 23  | 0   |   |
| Almagro Argentina |               |               |     |    |    |     |     |   |
| 2.ª | 2006-07       | 28            | 0   | -  | -  | 28  | 0   |   |
| 2.ª | 2007          | 13            | 0   | -  | -  | 13  | 0   |   |
| Total club | Total club    | 41            | 0   | 0  | 0  | 41  | 0   |   |
| Independiente Rivadavia Argentina |               |               |     |    |    |     |     |   |
| 2.ª | 2008          | 18            | 1   | -  | -  | 18  | 1   |   |
| 2.ª | 2008-09       | 7             | 0   | -  | -  | 7   | 0   |   |
| Total club | Total club    | 25            | 1   | 0  | 0  | 25  | 0   |   |
| Total carrera | Total carrera | Total carrera | 369 | 5  | 58 | 1   | 427 | 6 |
| (1) Incluye datos de la Copa Mercosur, Copa Libertadores, Copa Sudamericana, Recopa Sudamericana. (2) No se consideran goles en encuentros amistosos. |               |               |     |    |    |     |     |   |

## Palmarés

### Torneos locales
| Título           | Club        | País      | Año    |
| ---------------- | ----------- | --------- | ------ |
| Primera División | San Lorenzo | Argentina | C-2001 |

### Torneos internacionales
| Copa              | Club        | Sede         | Año  |
| ----------------- | ----------- | ------------ | ---- |
| Copa Mercosur     | San Lorenzo | Buenos Aires | 2001 |
| Copa Sudamericana | San Lorenzo | Buenos Aires | 2002 |

## Ayudante De Campo
- Ayudante de campo en Atlético Sampacho dirigido por Claudio Bustos.

## Fútbol Amateur
- Coordinador de Fútbol Amateur AFA Club Sportivo Estudiantes San Luis.